# Брусарски манастир
Брусарският манастир „Свети Архангел Михаил“ е манастир в Северна България на Българската православна църква, Видинската епархия, Ломската духовна околия. Действа периодично, за него се грижи свещеник от града.

## Разположение
Намира се на хълм край град Брусарци, Община Брусарци, област Монтана. Отстои на 37 км северно от Монтана, на 24,4 км южно от архиерейския център Лом и на 54 км югоизточно от епархийския център Видин.

## История
Счита се, че манастирът е възникнал по времето на Втората българска държава (1187 – 1396). Разрушен от турците по време на Чипровското въстание (1688 г.), някои монаси са убити, други избягват.. Възстановен е от местното население в периода 1840-1852 г., като е избран игумен и е открито килийно училище.
Унгарският пътешественик Феликс Каниц описва целебната сила на манастирското аязмо, след като го посещава през 1860 г. Манастирът е плячкосан през 1876 г., монасите се разбягват. Игуменът решава (1880) да го премести наблизо, по-надолу към реката, за което е наказан, но монасите напускат и манастирският комплекс остава да служи за нуждите на енорията в Брусарци.
Отново е възстановен като действащ манастир през 1914 г. Впоследствие пак запустява, като от иманяри са ограбени иконите му, църковната и друга манастирска утвар. Възстановен е след 1989 г. По-късно обаче храмът е осквернен, иконите са разграбени, но са запазени стенописите му.

## Църква
От някогашния манастирски комплекс е запазена само църквата – едноапсидна, с голям купол и камбанария, с оригинална архитектура. Строителството на манастирската църква започва през 1934 г., изографисана е в периода 1935 – 1939 г. от Мелетий Божинов.